# Club Chabab Houara
Maillots
Le Club Chabab Houara (en arabe : نادي شباب هوارة), plus couramment abrégé en CC Houara, est un club marocain de football fondé en 1964 et basé dans la ville de Ouled Teima.
Le club évolue actuellement en GNFA 1.

## Histoire
Le Club de Chabab Houara de football a été fondé à Ouled Teima (dans la région de Houara) par Akchoud Abdelghani, instituteur et grand sportif de l'époque.
Evoluant pendant plus de 40 ans en championnat de 4e et 3e division, en 2005-06 il réussit la montée en Botola 2 (Groupement national de football) et est par la même occasion sacré champion de la GNFA 1 (Groupement national football amateur).
Depuis sa montée en GNF 2, l'équipe est considérée comme l'une des favorites pour la montée en GNF 1, en ayant occupé la 3e place en 2006-07, 2007-08 et le 4e place en 2008-09.

## Palmarès
- Championnat du Maroc D3 (1) :
  - Champion : 2005-06.